# ويليام لودفيغ (مغني)
ويليام لودفيغ (بالإنجليزية: William Ludwig)‏ هو مغني ومغني أوبرا أيرلندي، ولد في 15 يوليو 1847 في دبلن في جمهورية أيرلندا، وتوفي في 25 ديسمبر 1923 في لندن في المملكة المتحدة.